# Monolog
Monologul este un mod de expunere și procedeu literar prin care ipostaza lirică/personajul își analizează stările sufletești, concepțiile, ideile și le aduce la cunoștința cititorilor sau a spectatorilor. De asemenea, poate fi un tip de discurs continuu al cărui producător nu așteaptă un răspuns.
În general, el poate fi rostirea unui singur personaj, in operele epice, sau poate fi specific operelor lirice, în care ia forma confesiunii (în poezia intimă și de idei) sau a descrierii (în poezia descriptivă – pastel). Monologul poate fi o lucrare dramatică de  dimensiuni restrânse, destinată să fie rostită de un singur actor.
Se poate vorbi și de un monolog interior, când o ipostază lirică/un personaj vorbește în gând (cu sine) și de un monolog teatral, când un personaj vorbește singur, pe scenă, în fața spectatorilor. Monologul interior este un procedeu specific romanului sau nuvelei de analiză psihologică prin care personajul supune analizei propriile sale stări sufletești; a fost inițiat de Édouard Dujardin⁠(d).
Monologul interior poate interveni în copilărie ca limbaj egocentric sau limbaj reglator, se dezvoltă ulterior ca monolog adresat, dar apare episodic în forma solilocviului util sau parazitar.
De cele mai multe ori, monologul este și un mijloc de caracterizare directă sau indirectă a personajelor.
Monologul este modul prin care nu doar personajele, ci și oamenii se autodescriu, își expun capacitățile, modurile de a vorbi și de a gândi, pe scurt fiind descrierea unei personalități. 